# 2001-es Formula–1 San Marinó-i nagydíj
A San Marinó-i nagydíj volt a 2001-es Formula–1 világbajnokság negyedik futama, amelyet 2001. április 15-én rendeztek meg az olasz Autodromo Enzo e Dino Ferrarin, Imolában.

## Futam
| Helyezés | Rajtszám | Versenyző             | Csapat/Motor     | Futott kör | Idő/Kiesés oka | Rajthely | Pont |
| -------- | -------- | --------------------- | ---------------- | ---------- | -------------- | -------- | ---- |
| 1        | 5        | Ralf Schumacher       | Williams-BMW     | 62         | 1h30:44,817    | 3        | 10   |
| 2        | 4        | David Coulthard       | McLaren-Mercedes | 62         | + 4,352        | 1        | 6    |
| 3        | 2        | Rubens Barrichello    | Ferrari          | 62         | + 34,766       | 6        | 4    |
| 4        | 3        | Mika Häkkinen         | McLaren-Mercedes | 62         | + 36,315       | 2        | 3    |
| 5        | 12       | Jarno Trulli          | Jordan-Honda     | 62         | + 1:25,558     | 5        | 2    |
| 6        | 11       | Heinz-Harald Frentzen | Jordan-Honda     | 61         | + 1 kör        | 9        | 1    |
| 7        | 16       | Nick Heidfeld         | Sauber-Petronas  | 61         | + 1 kör        | 12       |      |
| 8        | 9        | Olivier Panis         | BAR-Honda        | 61         | + 1 kör        | 8        |      |
| 9        | 22       | Jean Alesi            | Prost-Acer       | 61         | + 1 kör        | 14       |      |
| 10       | 15       | Enrique Bernoldi      | Arrows-Asiatech  | 60         | + 2 kör        | 16       |      |
| 11       | 19       | Luciano Burti         | Jaguar-Cosworth  | 60         | + 2 kör        | 15       |      |
| 12       | 8        | Jenson Button         | Benetton-Renault | 60         | + 2 kör        | 21       |      |
| Ki       | 20       | Tarso Marques         | Minardi-European | 50         | Motorhiba      | 22       |      |
| Ki       | 6        | Juan Pablo Montoya    | Williams-BMW     | 48         | Kuplung        | 7        |      |
| Ki       | 18       | Eddie Irvine          | Jaguar-Cosworth  | 42         | Motorhiba      | 13       |      |
| Ki       | 7        | Giancarlo Fisichella  | Benetton-Renault | 31         | Motorhiba      | 19       |      |
| Ki       | 10       | Jacques Villeneuve    | BAR-Honda        | 30         | Motorhiba      | 11       |      |
| Ki       | 23       | Gaston Mazzacane      | Prost-Acer       | 28         | Motorhiba      | 20       |      |
| Ki       | 1        | Michael Schumacher    | Ferrari          | 24         | Felfüggesztés  | 4        |      |
| Ki       | 17       | Kimi Räikkönen        | Sauber-Petronas  | 17         | Kormánykerék   | 10       |      |
| Ki       | 14       | Jos Verstappen        | Arrows-Asiatech  | 6          | Kipufogó       | 17       |      |
| Ki       | 21       | Fernando Alonso       | Minardi-European | 5          | Fékhiba        | 18       |      |

## A világbajnokság élmezőnyének állása a verseny után
| H  | Versenyzők         | Pont | H  | Konstruktőrök    | Pont |
| -- | ------------------ | ---- | -- | ---------------- | ---- |
| 1. | Michael Schumacher | 26   | 1. | Ferrari          | 40   |
| 2. | David Coulthard    | 26   | 2. | McLaren-Mercedes | 30   |
| 3. | Rubens Barrichello | 14   | 3. | Williams-BMW     | 12   |
| 4. | Ralf Schumacher    | 12   | 4. | Jordan-Honda     | 10   |
| 5. | Nick Heidfeld      | 7    | 5. | Sauber-Petronas  | 8    |

## Statisztikák
Vezető helyen:
- Ralf Schumacher: 62 (1-62)

Ralf Schumacher 1. győzelme, 3. leggyorsabb köre, David Coulthard 11. pole-pozíciója.
- Williams 104. győzelme.

Ez a futam volt Gaston Mazzacane utolsó versenye a sorozatban. Az utolsó viadal, amelyen argentin pilóta rajthoz állt.